# 1934 och 1941 års steriliseringslagar

Källor: Antalet steriliseringar som rapporterats till den centrala myndigheten, Medicinalstyrelsen eller Socialstyrelsen, under åren 1935 till 1979 med uppdelning på de olika indikationerna. När det från och med 1976 inte längre behövdes tillstånd för sterilisering ökade antalet snabbt.

1934 och 1941 års steriliseringslagar i Sverige innehöll bestämmelser om sterilisering av vissa psykiskt undermåliga eller med svårare sjukdom eller kroppsfel behäftade personer. I regel fordrades samtycke av den, som skulle steriliseras, samt tillstånd av Medicinalstyrelsen. Lagen upphörde att gälla från och med 1976.
Operationer gjordes med  varierande grad av frivillighet. Det var aldrig tillåtet att använda fysiskt tvång. Sedan 1975 ligger initiativet helt hos den sökande. Ursprungligen var syftet med steriliseringspolitiken att skydda samhället från personer som uppfattades som en belastning och lagen riktade sig mot så kallade sinnesslöa och andra som ansågs som undermåliga. Denna praxis nådde sin kulmen vid mitten av 1940-talet. År 1944 utfördes 85 % på eugenisk indikation. Från cirka 1950 och framåt användes lagen framför allt i den enskildes intresse, på sociala eller medicinska grunder, om än ofta efter varierande grader av påtryckning från läkare och socialarbetare.
En statlig utredning (SOU 2000:20) uppskattade att mellan 20 000 och 30 000 steriliseringar hade skett med tvång.

## Historik
Den första motionen till riksdagen om att införa en lag om sterilisering lades 1922 av socialdemokraten Alfred Petrén, och ledde till en utredning, vars lagförslag han var missnöjd med. Petrén motionerade om samma fråga igen 1933.[uppföljning saknas]
Steriliseringslagen av år 1934 kritiserades för att lämna fältet fritt för användande av sterilisering som en självvald preventivmetod. Efter en motion av Georg Bissmark från Högerns riksorganisation, begärde riksdagen en ny utredning och 1941 utvidgades lagen i syfte att både förhindra att oönskade steriliseringar genomfördes och att önskade steriliseringar verkligen kom till stånd.
En person som på grund av rubbad själsverksamhet inte var i stånd att lämna giltigt samtycke till sterilisering kunde steriliseras utan sådant. I alla övriga fall fordrades samtycke av den som skulle steriliseras. Sterilisering fick, med vissa undantag, inte utföras utan tillstånd.
Ofta skedde dock steriliseringarna med skenbar frivillighet, då personerna övertalades. Fysiskt våld fick dock inte användas. Sterilisering kunde tillåtas i tre fall, nämligen på: 
- eugenisk indikation (senare kallad genetisk indikation),[16] då det kunde antas att en person genom arvsanlag på avkomlingar kunde överföra sinnessjukdom eller sinnesslöhet, svårartad sjukdom eller lyte av annat slag.
- social indikation, då personen ansågs vara "uppenbart olämplig" att handha vårdnaden om barn på grund av sinnessjukdom, sinnesslöhet eller annan rubbning av själsverksamheten eller på grund av asocialt levnadssätt[förtydliga].
- medicinsk indikation då kvinnan ansågs lida av sjukdom, kroppsfel eller annan svaghet kunde hon steriliseras för att förebygga ett havandeskap som skulle medföra allvarlig fara för hennes liv eller hälsa.

I praktiken steriliserades framför allt kvinnor - många unga och från socialt utsatta grupper - på ganska godtyckliga grunder, exempelvis för att en läkare bedömde dem som promiskuösa eller som tattare. I flera fall fick kvinnan inte veta vad ingreppet skulle få för konsekvenser. Exempelvis kunde sjukhuspersonal lura kvinnan att ingreppet var en blindtarmsoperation. Anledningen var bland annat att man befarade att en patient som var medveten om att hon var steril hade kunnat bli mera sexuellt lössläppt, vilket man ville förhindra med tanke på ökad spridning av könssjukdomar.
En statlig utredning nådde slutsatsen att den studerade gruppen människor som steriliseras inte visar tydliga utslag vad gäller etniska minoriteter. Undantaget utgörs av personer utpekade som "tattare", men utredningsresultatet, trots att det inte ger stöd för att steriliseringarna var särskilt riktade mot kalderashromer eller samer, hävdar även att "noteras bör dock att det är svårt att approximera från så små tal", med referens till den lilla mängd människor som undersöktes.Resande, som var den absoluta majoriteten av dem som kallades för "tattare", var den enda etniska grupperings som drabbades av steriliseringar på grund av deras bakgrund, enligt de efterforskningar som gjorts. Resande fick nämligen sin härkomst nedskriven som "heriditet" i steriliseringsansökningarna, något liknande har inte kunnat återfinnas i samma utsträckning när det gäller till exempel judar och samer.
Steriliseringslagarna stöddes av RFSU.
Från lagens tillkomst fram till 1975, då Sveriges riksdag beslöt att från 1976 slutligen avskaffa lagen helt, steriliserades sammanlagt cirka 63 000 människor, varav övervägande delen kvinnor. En statlig utredning (SOU 2000:20) uppskattade att mellan 20 000 och 30 000 av dessa steriliseringar skedde med tvång, varav de allra flesta från mitten av 1930-talet till mitten av 1950-talet. Steriliseringslagarna var nära knutna till lagstiftning om abort; till exempel var man ibland tvungen att genomgå sterilisering för att få göra abort. Både lagstiftningen för abort och sterilisering användes som redskap när man bearbetade det så kallade "folkmaterialet". Därför infördes reformerna parallellt med varandra med bara några få års mellanrum, för att till slut bli avreglerade med fritt och frivilligt utövande år 1975.

### Ersättning
1999 infördes en lag om ersättning till de som tvångssteriliserats enligt de gamla steriliseringslagarna, eller före år 1976 med myndighets medverkan men utan stöd av lag. Ersättning kunde ansökas om skriftligt till och med december 2002. De som kunde få ersättning var de som steriliserats och som uppfyllde något av följande krav:
- 1. varken undertecknat ansökan om sterilisering eller skriftligen samtyckt till sterilisering,
- 2. vid tidpunkten för ansökan om sterilisering eller då sterilisering utfördes var omyndig eller underårig,
- 3. vid tidpunkten för ansökan om sterilisering eller då sterilisering utfördes var intagen på anstalt, vårdhem eller liknande institution,
- 4. steriliserats på grund av att han eller hon var diagnostiserad som sinnessjuk, sinnesslö eller epileptiker,
- 5. enligt uttryckligt myndighetskrav steriliserats för att få dispens att ingå äktenskap, för att få genomgå abort eller för att få mödrahjälp eller annat statligt eller kommunalt bidrag, eller
- 6. får antas ha samtyckt till steriliseringen på grund av att en myndighet har utövat otillbörlig påverkan eller varit försumlig.

En särskild nämnd prövade sedan ansökningarna vartefter de kom in.  
Mellan 2 100 och 2 400 ansökningar kom in och nästan åttio procent beviljades ersättning. Att det var så få ansökningar antogs bero på att de flesta tvingande steriliseringar låg relativt långt tillbaka i tiden. Totalt ersattes ungefär 1 600 personer av ca 20 000 tvångssteriliserade.

### Efterföljder och debatt
Under 1950 blev steriliseringslagen en stor sak i media efter att en lärarinna vid sinnesslöanstalten Bodaborg utanför Sundsvall meddelat skolöverstyrelsen att svåra missförhållanden rådde vid anstalten. Bland anklagelsepunkterna togs sterilisering upp som första punkt i lärarinnans brev. Hon menade att ledningen på Bodaborg sänkte resultaten från intelligenstesterna för att lättare få medicinalstyrelsens tillstånd till sterilisering. Även tre andra sinnesslöanstalter kom i medias blickfång 1950: Sinnesslöanstalten Ekhagen i Blekinge och Sinnesslöanstalten Ulleberg i Värmland och Sinnesslöanstalten Solvikshemmet.
Särskilt upprörande fann man ett fall som rörde en man från Ekhagen, i media kallad Sölvesborgsynglingen, som steriliserats som sinnesslö. Vid den militära mönstringen erhöll han goda resultat vid intelligenstestningen.